# اورگتوریکس
اورگتوریکس Orgetorix(زندگی در حدود ۵۸ (پیش از میلاد))رهبر قبیله هلوتی‌ها بود که نقشه کوچ آنها از سوئیس امروزی به سرزمین گل(فرانسه کنونی) را کشید.در همین زمان نقشه این عملیات لو رفت و اورگتوریکس کوشید تا جلوی این کار را بگیرد ولی اندکی پس از آن درگذشت، برخی مرگ او را خودکشی می‌انگارند.به هر روی هلوتیها نقشه او را پی گرفتن و به سوی سرزمین گل به راه افتادند، ولی با ژولیوس سزار روبرو شده و تارومار گشتند.